# Pierre Falardeau

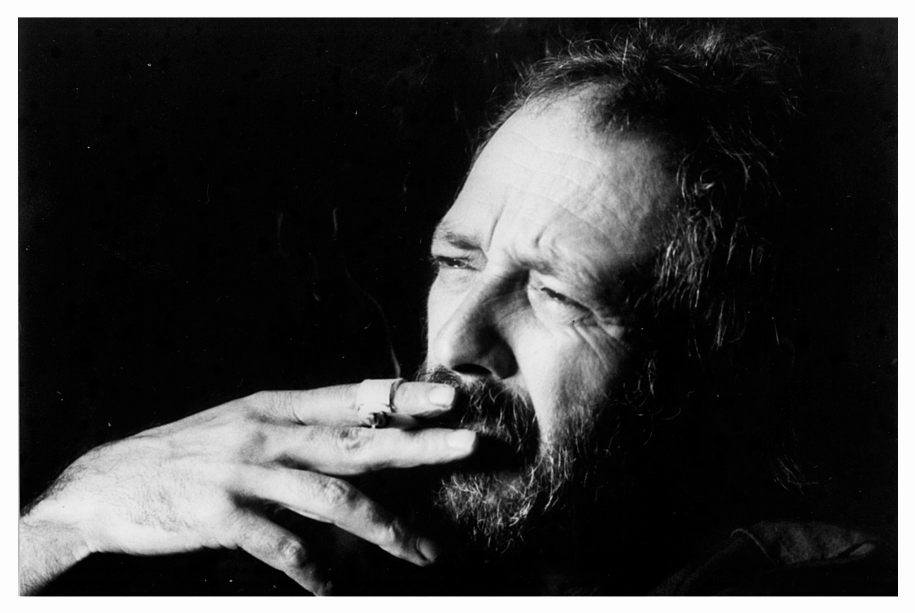
Pierre Falardeau, 1992

Pierre Falardeau (* 28. Dezember 1946 in Montreal; † 25. September 2009 ebenda) war ein kanadischer Regisseur aus der Bevölkerungsgruppe der frankophonen Kanadier.
Nach seinem Studium der Anthropologie war Pierre Falardeau kurzzeitig als Lehrer tätig. In den 1960er Jahren kam er mit der franko-kanadischen Unabhängigkeitsbewegung in Kontakt. Die meisten seiner zahlreichen Filme hatten dieses Thema als Grundlage. Er war zeit seines Lebens politisch als Redner und Aktivist für die Unabhängigkeit der kanadischen Provinz Québec tätig. 

## Auszeichnungen
- Prix L.-E.-Ouimet-Molson, 1994
- Prix littéraire Desjardins, 1996
- Prix Pierre Bourgault, 2009

## Filmographie
- Continuons le combat (1971)
- À mort (1972)
- Les Canadiens sont là (1973)
- Le Magra (1975)
- A Force de courage (1977)
- Pea Soup (1978)
- Speak White (1980)
- Elvis Gratton (1981)
- Les Vacances d'Elvis Gratton (1983)
- Pas encore Elvis Gratton (1985)
- Elvis Gratton, le king des kings (1985)
- Le Party (1989)
- Le Steak (1992)
- Le Temps des bouffons (1993)
- Octobre (1994)
- Elvis Gratton, président du comité des intellectuels pour le non (1995)
- Une minute pour l'indépendance (1995)
- Elvis Gratton 2 (Miracle à Memphis) (1999)
- 15 février 1839 (2001)
- Elvis Gratton XXX: La revanche d'Elvis Wong (2004)